# Catoblepia xanthus
Catoblepia xanthus is een vlinder uit de familie Nymphalidae. De wetenschappelijke naam is, als Papilio xanthus, voor het eerst geldig gepubliceerd in 1758 door Carl Linnaeus in de tiende editie van Systema naturae.